# Общност на португалоезичните държави
Общността на португалоезичните държави (на португалски: Comunidade dos Países de Língua Portuguesa, съкратено ОПЕД, CPLP) е приятелско сдружение на нациите – лузофони, при които португалският е официален език.
В португалоезичните държави живеят над 223 милиона души и общността обхваща територии общо около 10 742 хил. км2, т.е. по-голяма от територията на Канада.

## Учредяване и членове
CPLP е формирана през 1996 г. Учредители са:
- Португалия;
- Бразилия, бивша колония на Португалия в Южна Америка;
- Пет бивши колонии на Португалия от Африка: Ангола, Гвинея-Бисау, Кабо Верде, Мозамбик, Сао Томе и Принсипи.

През 2002 г. към организацията се присъединява новата независима (от Индонезия) държава Източен Тимор.
През юли 2006 г., по време на срещата на CPLP в Бисау, като наблюдатели са приети Екваториална Гвинея и Мавриций заедно с други 17 международни организации и асоциации.
CPLP е организация в процес на формиране и развитие, тъй като членуващите в нея държави все още не са изградили достатъчно силни връзки помежду си. Уникалното в тази организация е, че отношенията между държавите се развиват на базата на общия език, който служи за мост между твърде различните култури.
По време на срещата в Луанда (Ангола) през 2005 г. министрите на културата от 8-те държави членки обявиха 5 май за Ден на лузофонската култура (на португалски: Dia da Cultura Lusófona).

## Структури
Деловата дейност на CPLP се осъществява от Изпълнителен секртариат, начело с Изпълнителен секретар на организацията. Седалището на организацията е в столицата на Португалия Лисабон. Изпълнителният секретар има 2-годишен мандат и може да бъде избиран само за 2 мандата.
Органи на CPLP:
- Конференция на държавните глави – веднъж на 2 години;
- Съвет на външните министри – веднъж годишно;
- Постоянен управителен комитет – осъществява срещи всеки месец.

Финансирането на организацията става чрез вноски на държавите членки.

## Приноси на организацията
След създаването си CPLP има важен дял в решаването на съществени проблеми в Сао Томе и Принсипи и Гвинея-Бисау, възникнали от държавните преврати в тези страни. Организацията помага за осъществяването на стопански реформи в Сао Томе и на демократични реформи в Гвинея-Бисау.
Лидерите на държавите от CPLP изразяват увереност, че поддръжката за мирния процес в Ангола, Мозамбик и Източен Тимор ще даде тласък на международното сътрудничество в организацията.
Поради големия брой деца от селските райони на Африка и Източен Тимор, които са извън образователните системи на тези страни, Португалия и Бразилия изпращат свои педагогически кадри за оказване на помощ в тези райони и усвояването на португалски език.
В създадените в Африка центрове експерти от горните 2 държави организират курсове за подобряване на познанията сред населението и на условията за водене на дребен бизнес при по-слабо развитите им партньори.
В организацията се изпълняват и няколко важни проекта, свързани със здравеопазването в Африка, вкл. за ограничаване на разпространението на СПИН.
Организацията спомага за свободното движение на хора и стоки между страните-членки. Известен проблем с това изпитва Португалия, която като член на ЕС е длъжна да ограничи имиграцията. За подобряване на обслужването на гражданите от CPLP Португалия въвжда през 2005 г. специален коридор в своите международни летища.